# Anisota
Anisota — род чешуекрылых из семейства павлиноглазок и подсемейства Ceratocampinae.

## Систематика
В состав рода входят:
- Anisota assimilis (Druce, 1886) — Мексика
- Anisota consularis Dryar, 1896 — южная, восточная и северная части США
- Anisota dissimilis (Boisduval, 1872) — Мексика и Гватемала
- Anisota finlaysoni Riotte, 1969 — Онтарио (озеро)
- Anisota kendallorum Lemaire, 1988 — Мексика
- Anisota leucostygma (Boisduval, 1872) — Мексика и Гватемала
- Anisota manitobensis McDunnough, 1921 — Северная Дакота и Южная Манитоба
- Anisota oslari Rothschild, 1907 — Аризона, Нью-Мексико, Колорадо
- Anisota peigleri Riotte, 1975 — южная, восточная и северная части США
- Anisota punctata Riotte & Peigler, 1982 — Мексика
- Anisota senatoria (Smith, 1797) — северная и восточная части США
- Anisota stigma (Fabricius, 1775) — северная и восточная части США
- Anisota virginiensis (Drury, 1773) — северная и восточная части США